# Reea
Reea – wieś w Rumunii, w okręgu Hunedoara, w gminie Totești. W 2011 roku liczyła 430 mieszkańców.